# Isola di Portsea
L'isola di Portsea è un'isola piatta e bassa situata poco al largo della costa meridionale dell'Inghilterra. L'isola si trova nella contea tradizionale e cerimoniale dello Hampshire e su di essa è situata la maggior parte dell'abitato di Portsmouth.
L'isola di Portsea ha una superficie pari a 24,542 chilometri quadri (9,476 mi²) ed è la terza isola più popolosa delle Isole britanniche dopo la Gran Bretagna e dell'Irlanda; ha anche la più elevata densità di popolazione.
Ad est dell'isola di Portsea si trova l'isola di Hayling, separata dal porto di Langstone. A ovest si trova la penisola di Gosport, separata dal porto di Portsmouth. A sud, si affaccia sull'area Spithead, parte del Solent. Uno stretto canale di mare situato a settentrione e noto come Portsbridge Creek la separa dalla terraferma.